# Подир
Поди́р (греч. ποδήρης, лат. poderis, ивр. מעיל‎ «мэиль») — старинная еврейская верхняя длинная одежда, которая надевалась на хитон; облачение иудейских первосвященников (ветхозаветных священников) и царей. В русском Синодальном переводе Библии — «верхняя» и «длинная одежда», «верхняя риза». Как одежда первосвященника, подир имел форму подризника с отверстием для головы, без рукавов.
В подир облекались знатные лица (Иов. 2:12), особенно сыновья и дочери царские (1Цар. 18:4; 1Цар. 24:5); подир носили пророки (1Цар. 15:27; 1Цар. 28:14); в особенности же он был одеждой иудейских первосвященников (Исх. 28:4; Лев. 8:7). В Откровении Иоанна Богослова сам Господь представляется облечённым в подир (Откр. 1:13).
По описанию в книге Исход, это была длинная, голубого цвета одежда. Подол вышивался узорами в виде яблок или гранатов, из нитей голубого, яхонтового, пурпурового и червленого цвета, с золотыми позвонками между ними, кругом всего подола, чтобы во время священнослужения народу, стоявшему вне святилища, слышен был звук, когда первосвященник входил в святилище «пред лице Господа» (Исх. 28:31—35). Одежда небесного цвета с такими украшениями служила образом высших духовных совершенств и позволяла видеть в первосвященнике народного ходатая и посредника перед Богом (Сирах. 45:7—21).